# کوئیه، بلژیوم
کوئیه (به لاتین: Couillet) یک منطقهٔ مسکونی در بلژیک است که در شارلروآ واقع شده‌است. کوئیه ۱۲٫۴۷ کیلومتر مربع مساحت و ۱۲٬۵۴۶ نفر جمعیت دارد.